# Tordai Zádor
Tordai Zádor (Kolozsvár, 1924. augusztus 20. – Budapest, 2010. március 12.) Kossuth-díjas író, filozófus.

## Életútja
1943 és 1945 között a Kolozsvári Mezőgazdasági Akadémián tanult. A Bolyai Tudományegyetemen szerzett filozófia szakos diplomát 1951-ben. A következő tanévben ugyanitt tanársegédként oktatott, majd 1957-ig a Román Tudományos Akadémia helyi Történettudományi és Filozófiai Intézetének munkatársa volt. 1958-ban munkanélküli lett, 1959–1960-ban lakatosként dolgozott.
1960-ban áttelepült Magyarországra, és a Magyar Tudományos Akadémia Filozófiai Intézetében helyezkedett el. 1968-ig az intézmény tudományos munkatársaként, 1968 és 1988 között tudományos főmunkatársaként, 1989 után nyugdíjas tanácsadójaként tevékenykedett. 1966-ban védte meg kandidátusi értekezését, 1988-ban a filozófiai tudomány doktora lett.
1968. augusztus 21-én Heller Ágnes, Márkus György, Márkus Mária és Sós Vilmos társaságában aláírta a korčulai nyilatkozatot, amelyben az öt magyar értelmiségi a Varsói Szerződés csapatainak csehszlovákiai beavatkozása, a prágai tavasz eltiprása ellen tiltakozott. Részt vett a szamizdat Bibó-emlékkönyv szerkesztőbizottságában.

## Munkássága
Kolozsvári éveiben a 17. és 18. századi magyar gondolkodás, különösen az erdélyi kartezianizmus története foglalkoztatta. 1960 után elsősorban a modern filozófia története és problémái érdekelték, írt többek között Walter Banjaminról, Pierre Teilhard de Chardinről és Jean-Paul Sartre-ról. Irányzatok a mai polgári filozófiában című, Márkus Györggyel közös könyvében az egzisztencializmust ismertette. Az Egzisztencia és valóság Heller Ágnes szerint „a legjobb magyar monográfia Sartre-ról és a francia egzisztencializmus felbomlásáról”. Az elidegenedés mítosza és valósága és A cselekvés hálója című monográfiáiban Tordai az elidegenedés problémáját járta körül; utóbbi művében bevezette az alanyiasulás fogalmát. A párizsi Irodalmi Újságban Tóth Sándorral közösen publikált tanulmánya, az 1977-es Jelentés Erdélyből a Ceaușescu-rezsim elnyomó nemzetiségpolitikáját elemezte.

## Díjai
- A Gondolat Könyvkiadó Nívódíja (1965)
- Akadémiai Díj (1966)
- Kossuth-díj (2006)

## Főbb művei
- Irányzatok a mai polgári filozófiában (Budapest, 1964)
- Egzisztencia és valóság (Budapest, 1967)
- Az elidegenedés mítosza és valósága (Budapest, 1970)
- Közösséges emberi dolgok. Esszék, tanulmányok 1970–1972 (Budapest, 1974)
- Jelentés Erdélyből. Irodalmi Újság, 1977. március–április (Tóth Sándorral, Lázár György álnéven)
- Legyünk realisták…! Esszék, tanulmányok (Budapest, 1977)
- A cselekvés hálója (Budapest, 1984)
- Megértő módban (Budapest, 1985)
- A józan ész dicsérete (Budapest, 1988)
- A felelősség alapjai, lehetőségei és körülményei (Budapest, 1993)
- Utazás Hellaszba (Budapest, 1993)
- A nap árnyékában (Budapest, 2000)
- Balkáni történetek. Esszék, tanulmányok (Budapest, 2004)
- Hogyan lehet valaki Európában zsidó, Walter Benjamin?; Múlt és Jövő, Bp., 2011

## További irodalom
- Balla Zsófia: Páratlan nyomon (Tordai Zádor emlékének). Holmi, 2010. 4. sz. 524–526. o.
- Radnóti Sándor: Tordai Zádor (1924–2010). Holmi, 2010. 4. sz. 527–528. o.